# アテネ音楽堂 (ルーマニア)

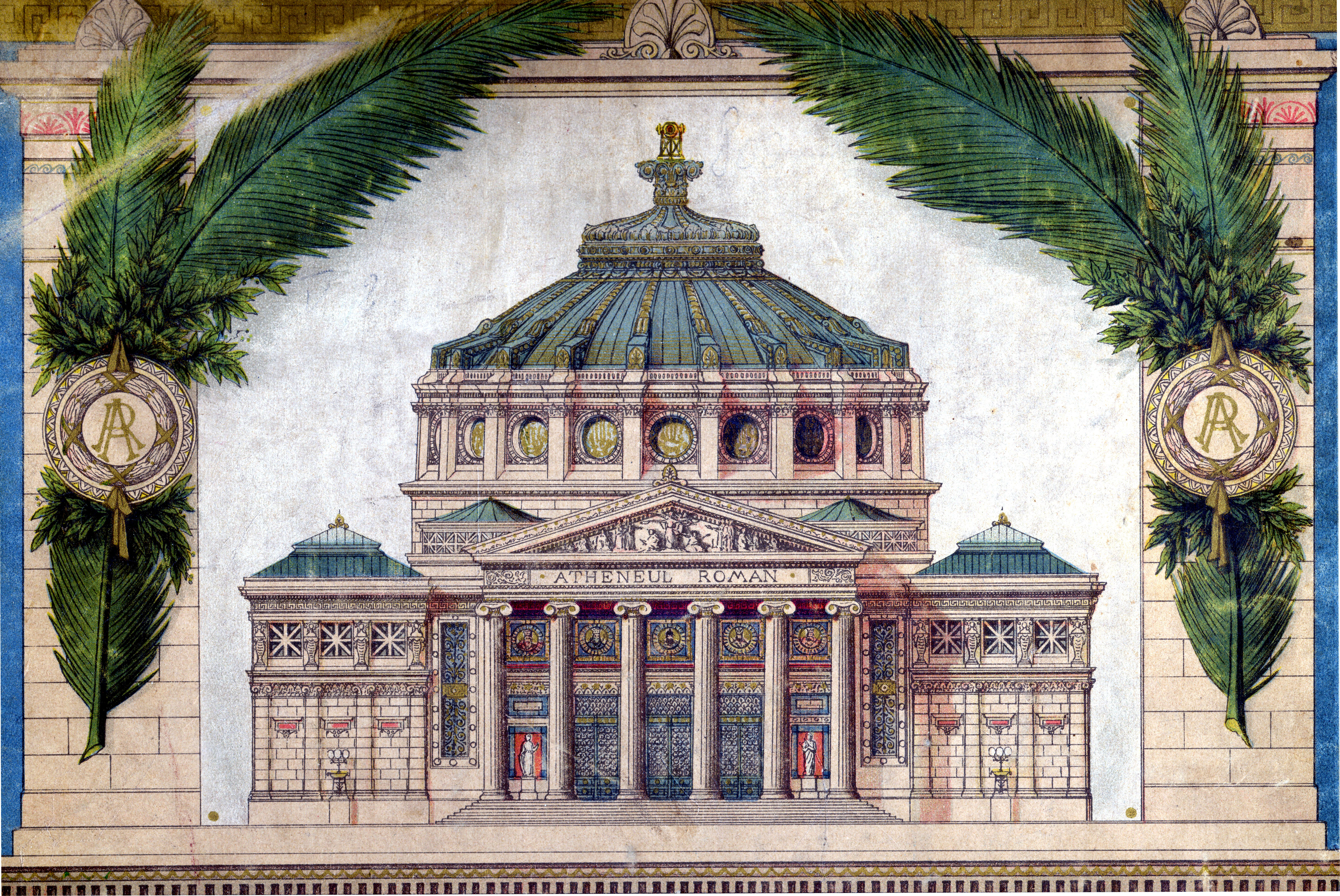
アルベール・ガルロンの描いたアテネ音楽堂の完成図

アテネ音楽堂またはアテニウム (ルーマニア語: Ateneul Român) は、ルーマニアの首都、ブカレストの中心部にあるコンサートホールである。1888年に開業し、装飾されたドームを備える円形の建物になっている。ブカレストを代表するコンサートホールで、ジョルジェ・エネスク・フィルハーモニー管弦楽団の本拠地や、ジョルジェ・エネスク国際音楽祭の開催地である。

## 歴史
1865年、コンスタンティン・エサルク、V・A・ウレキア、ニコラエ・クレツレスクなどの文化人、科学者がルーマニア・アテニウム文化協会を設立した。アテネ音楽堂は、この協会の目的を達成するため、芸術や科学に捧げる建物としてブカレストに建設された。
建物はフランスの建築家、アルベール・ガルロンによって設計され、ヴァカレスク家の資金提供により1888年に開業したが、工事は1897年まで続けられた。建設資金の一部は、28年間に及ぶ募金活動によって集められた。当時のスローガンは、「アテネ音楽堂のために1レウの寄付を！」というものだった。
1919年12月29日、アテネ音楽堂は、大ルーマニア実現のため、ベッサラビア、トランシルヴァニア、ブコヴィナのルーマニア王国編入を承認する決議が行われた歴史的な会議の舞台となった。
1992年には、建物の崩壊を防ぐため、ルーマニアの建設会社と修復画家であるシルヴィウ・ペトレスクの手により、拡張工事と修復作業が行われた。この工事に投じられた900万ユーロの予算は、政府と欧州評議会開発銀行が半分ずつ負担した。

## 建築と設備
全体的には新古典主義建築となっているが、よりロマン主義的な要素もみられる。建物の前には小さな公園と、ルーマニアの詩人、ミハイ・エミネスクの銅像がある。
内部の地上階には、上階のオーディトリアムと同じ大きさの装飾がなされた会議ホールが入っている。オーディトリアムには一般席が600席あり、他に特別席が52席ある。
コンサートホール内側の円形の壁には、コスティン・ペトレスクによる横75m、縦3mの絵画が存在する。フレスコ画法を用いて描かれた作品には、ローマ皇帝トラヤヌスによるダキア征服から、1918年の大ルーマニア実現まで、ルーマニア史の重要な場面が表現されている。
建物はルーマニア文化の象徴とみなされており、2007年に欧州遺産ラベルを獲得した。

内部の計画図
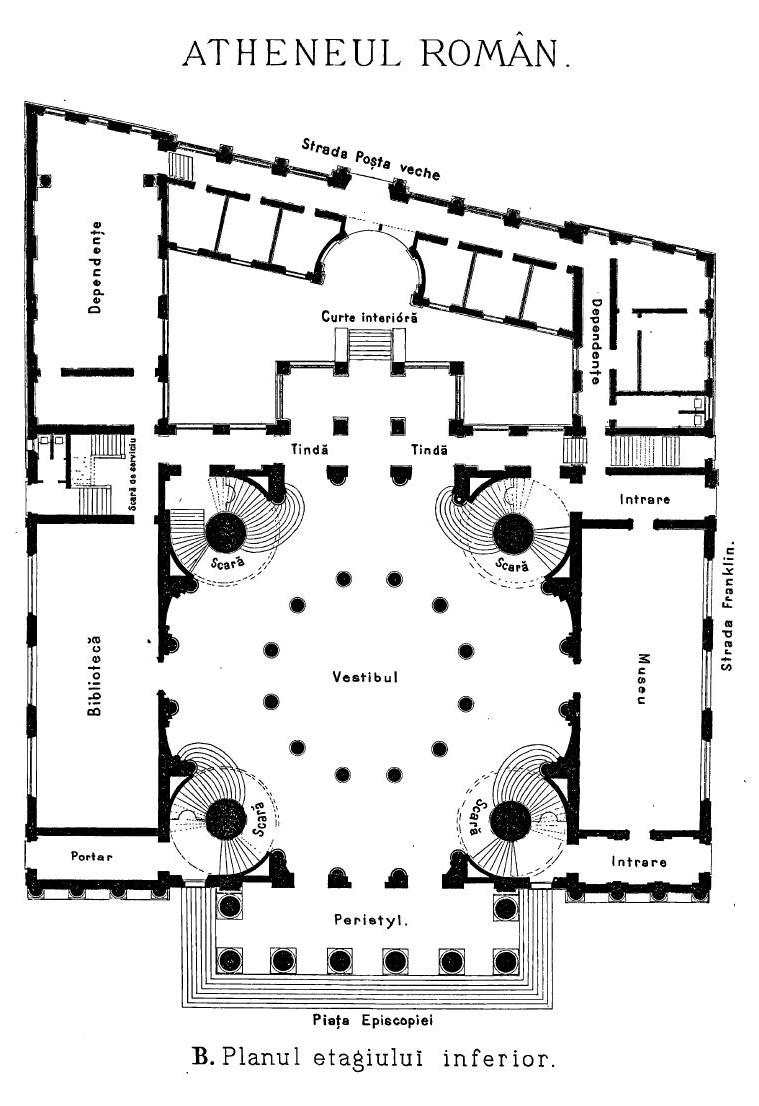
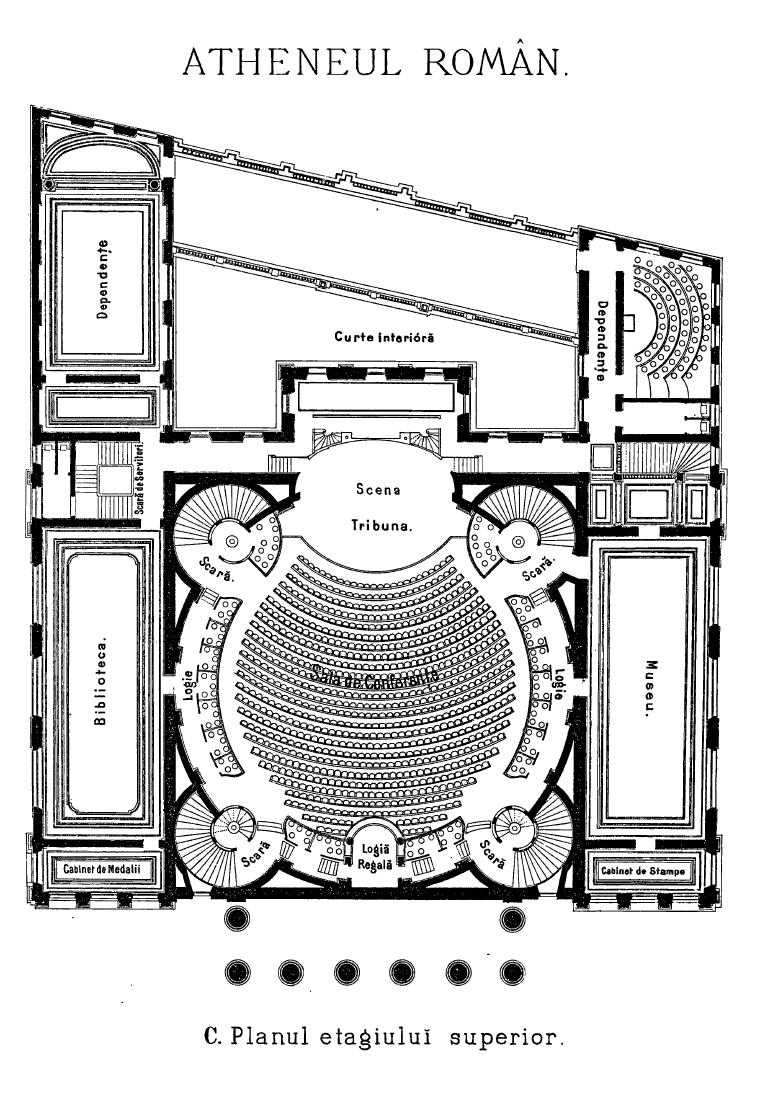

## ギャラリー

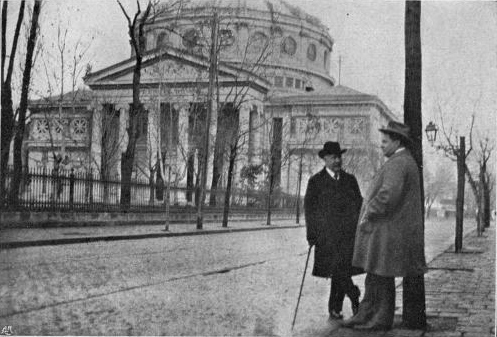
1906年撮影
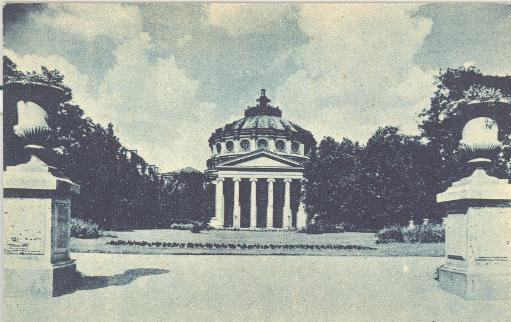
1936年撮影
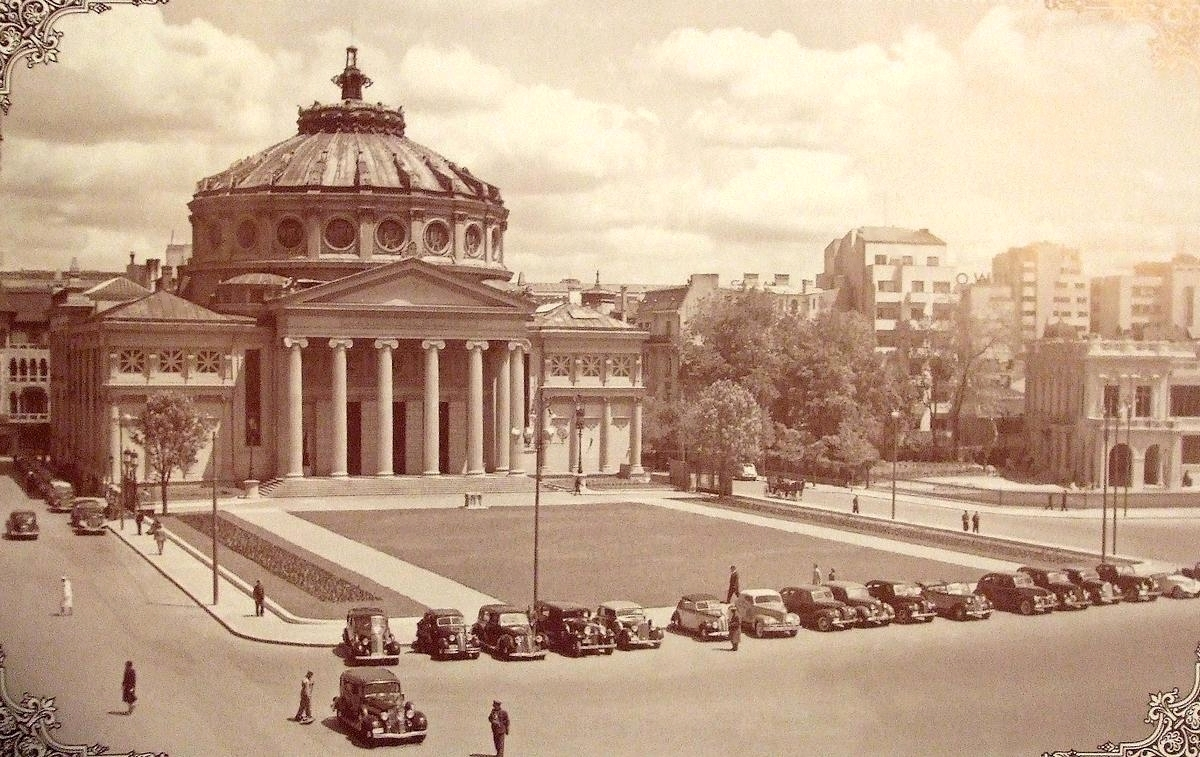
1940年撮影
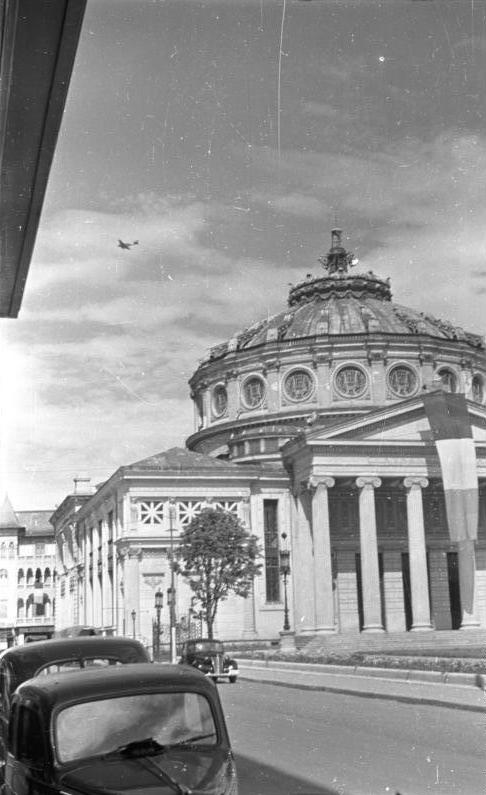
1941年撮影
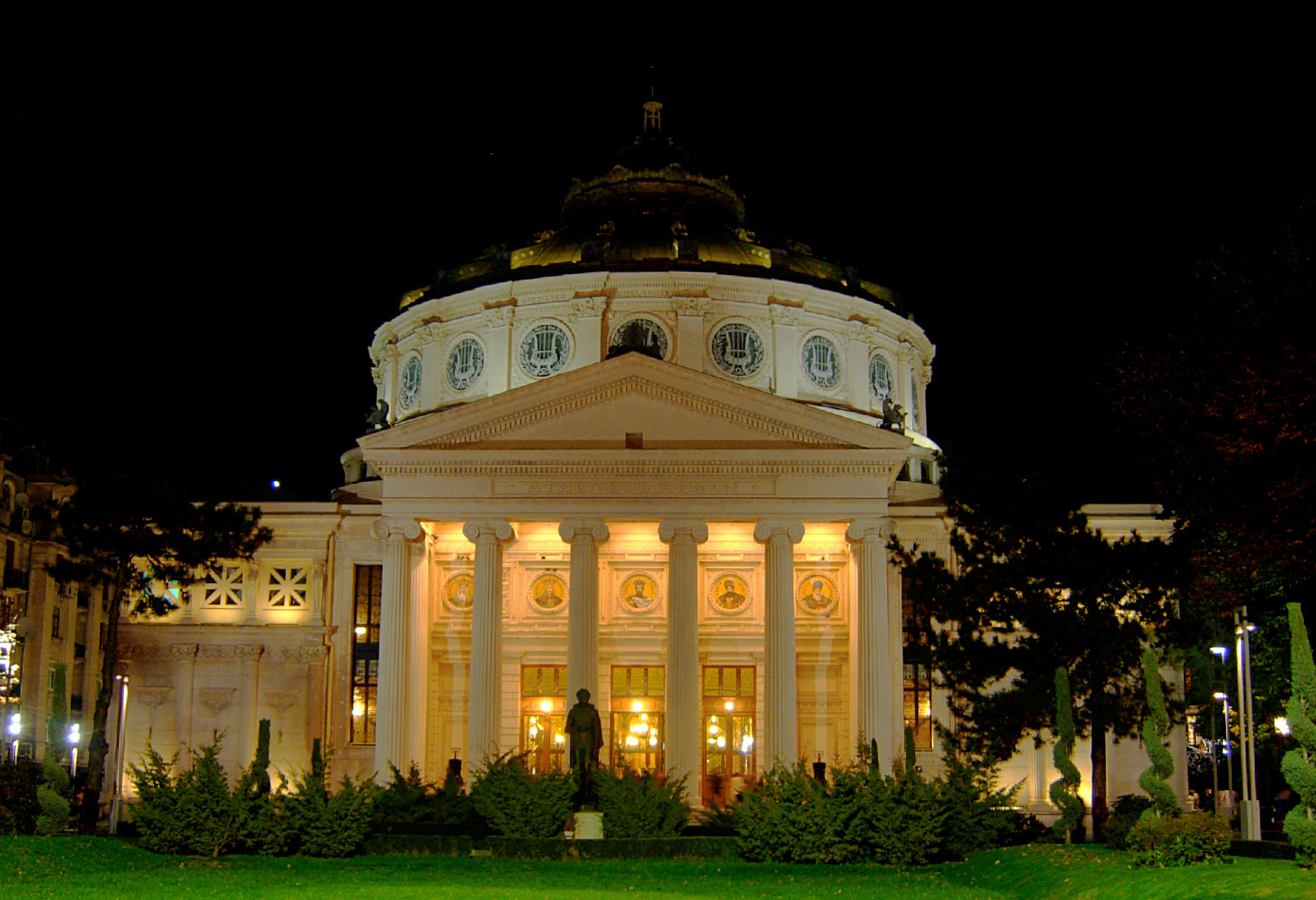
ファサードの夜景
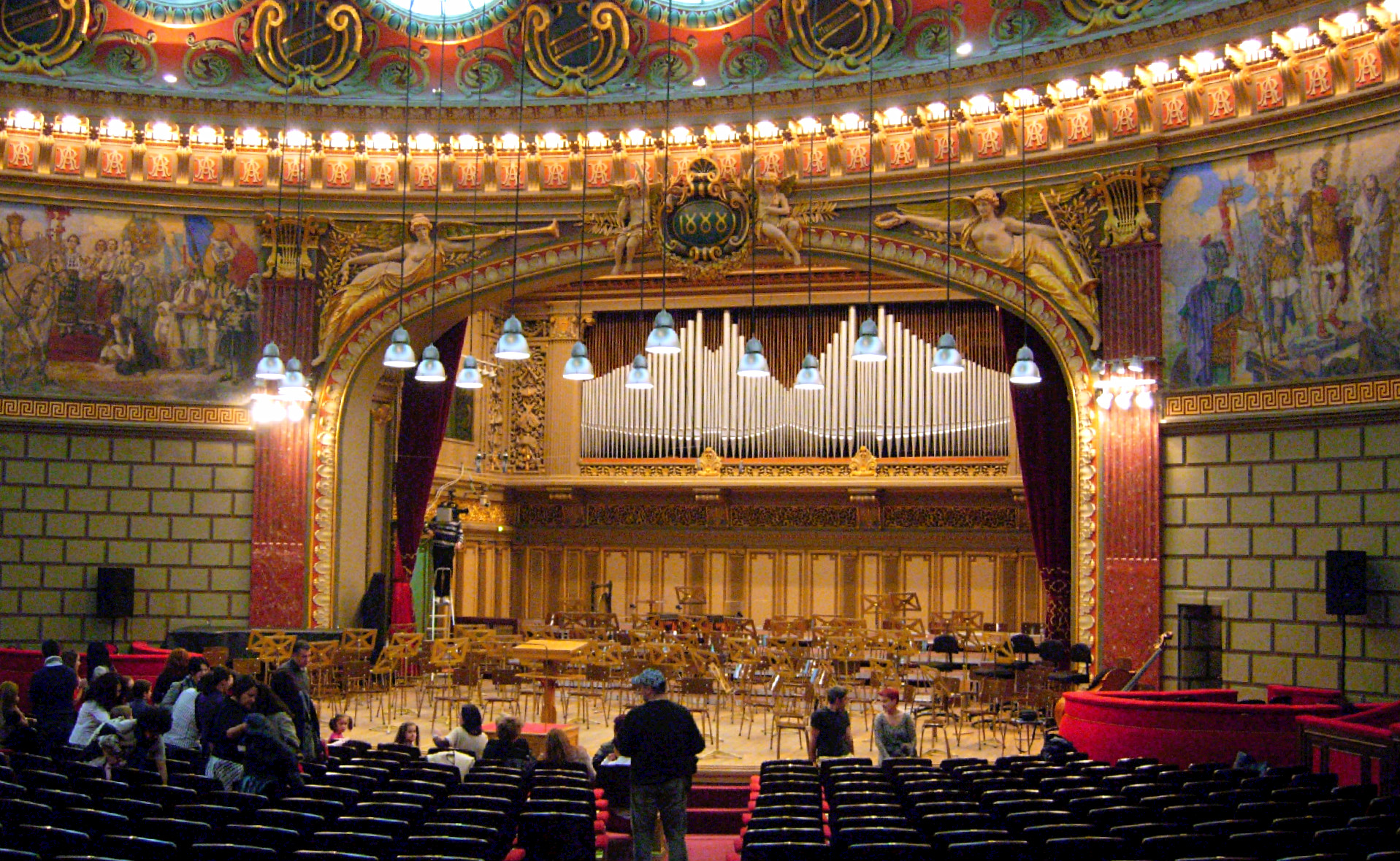
ステージの様子
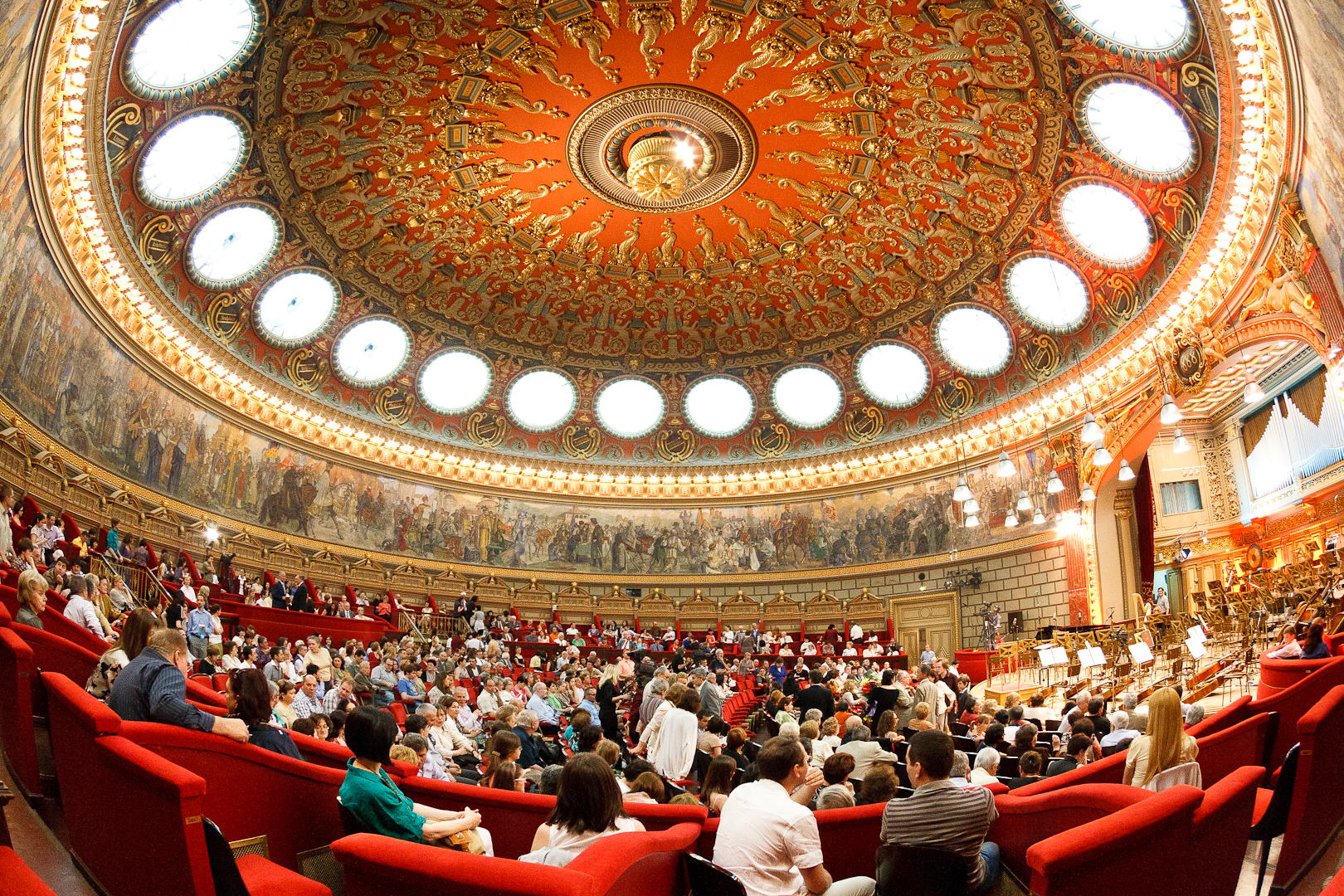
客席
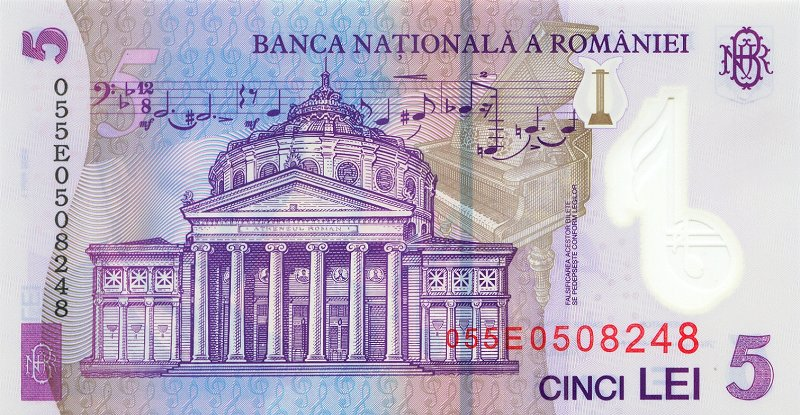
5レイ紙幣の裏面